# Établissement scientifique fédéral
En Belgique, l'appellation Établissement scientifique fédéral, est utilisée pour désigner les institutions scientifiques et culturelles considérées comme d'intérêt national et qui de ce fait, n'ont pas été régionalisées. 
Dix de ces établissements, et les institutions qui en dépendent, sont gérées par une section de la Politique scientifique fédérale, elle-même placée sous l'autorité du Ministre de la Politique scientifique :
- Archives de l'État
  - Centre d'études guerre et société
- Bibliothèque royale de Belgique
- Cinémathèque royale de Belgique
- Institut d'aéronomie spatiale de Belgique
- Institut royal des sciences naturelles de Belgique
  - Muséum des sciences naturelles de Belgique
  - Service géologique de Belgique
  - Unité de gestion du modèle mathématique de la mer du Nord et de l'estuaire de l'Escaut (UGMM)
- Institut royal du patrimoine artistique
- Institut royal météorologique de Belgique
- Musée royal de l’Afrique centrale
- Musées royaux d'art et d'histoire
  - Musée des instruments de musique de Bruxelles
  - Musées d’Extrême-Orient de Bruxelles
  - Porte de Hal
- Musées royaux des beaux-arts de Belgique
  - Musée royal d'art ancien
  - Musée royal d'art moderne
  - Musée Antoine Wiertz
  - Musée Constantin-Meunier
- Observatoire royal de Belgique
  - Planétarium de Bruxelles

Il subsiste également des établissements scientifiques fédéraux dépendant d'autres services publics fédéraux :
- Justice :
  - Institut national de criminalistique et de criminologie
- Ministère de la Défense :
  - Musée royal de l'armée et de l'histoire militaire
- Service public fédéral Santé publique :
  - Sciensano, issu de la fusion des 
    - Centre d'études et de recherches vétérinaires et agrochimiques
    - Institut scientifique de santé publique